# Нескучный
Нескучный — посёлок в Бобровском районе Воронежской области России.
Входит в состав Верхнеикорецкого сельского поселения.

## Население
| 2000 | 2005 | 2010 |
| ---- | ---- | ---- |
| 259  | ↘217 | ↘159 |

## Улицы
- ул. Садовая.

## Инфраструктура
В поселке имеется отделение почтовой связи.